# Prawa Kirchhoffa (elektryczność)
Prawa Kirchhoffa – dwa prawa dotyczące przepływu prądu elektrycznego, które łącznie umożliwiają ustalanie wartości i kierunków prądów w obwodach elektrycznych. Sformułował je Gustav Kirchhoff w 1847 roku.
Szeroko stosowane w elektrotechnice do analizy obwodów prądu elektrycznego. Prawa te mogą być stosowane w dziedzinie czasu i częstotliwości.

## Pierwsze prawo Kirchhoffa

Węzeł z prądami wpływającymi i wypływającymi

Pierwsze prawo Kirchhoffa dotyczy prądów w węźle obwodu elektrycznego, prawo to brzmi:
Dla węzła obwodu elektrycznego suma algebraiczna natężeń prądów wpływających (+) i wypływających (−) jest równa zeru (znak prądu wynika z przyjętej konwencji)
lub
Suma natężeń prądów wpływających do węzła jest równa sumie natężeń prądów wypływających z tego węzła.
Dla przypadku przedstawionego na rysunku I prawo Kirchhoffa można więc zapisać w postaci:
{\displaystyle I_{1}+I_{2}+I_{3}-I_{4}-I_{5}=0,}
przyjmując konwencję, że prądy wpływające do węzła są dodatnie, zaś wypływające są ujemne i traktując je jak wielkości algebraiczne lub w postaci:
{\displaystyle I_{1}+I_{2}+I_{3}=I_{4}+I_{5},}
biorąc pod uwagę tylko wartości prądów i zapisując prądy wpływające po jednej, a prądy wypływające po drugiej stronie równania.
W ogólnym przypadku wielu prądów prawo ma postać:
{\displaystyle \sum _{\alpha =1,2,\dots }I_{\alpha }=0,}
przy czym prądom wypływającym przypisuje się ujemną wartość natężenia.

### Ciągły rozkład prądów
W fizyce ośrodków ciągłych prawo przyjmuje postać: całka po powierzchni zamkniętej z gęstości prądu jest równa zeru:
{\displaystyle \oint \limits _{S}{{\vec {J}}\cdot \mathrm {d} {\vec {S}}}=0,}
gdzie:
{\displaystyle J} – gęstość prądu (w A/m²),
{\displaystyle \mathrm {d} {\vec {S}}} – wektor powierzchni {\displaystyle \mathrm {d} S} małego fragmentu powierzchni {\displaystyle S} w m².
Oznacza to, że pole wektorowe gęstości prądu jest bezźródłowe, czyli dywergencja gęstości prądu jest zerowa
{\displaystyle {\mbox{div}}{\vec {J}}=0.}
Prawo jest konsekwencją zasady zachowania ładunku elektrycznego i założeniu, że w elementach obwodu elektrycznego nie jest gromadzony ładunek.

## Drugie prawo Kirchhoffa
Najczęściej prawo to jest formułowane w postaci :
W zamkniętym obwodzie suma spadków napięć równa jest sumie sił elektromotorycznych występujących w tym obwodzie.
Zamkniętym obwodem jest każda zamknięta droga w obwodzie po której może płynąć prąd. Obwód ten może być elementem większej sieci i może składać się z mniejszych obwodów. Obwód zamknięty, który nie dzieli się na mniejsze obwody nosi nazwę oczka sieci.
Prawo to zapisane równaniem ma postać
{\displaystyle \sum _{i}U_{i}=\sum _{k}{\mathcal {E}}_{k},}
gdzie:
{\displaystyle {\mathcal {E}}_{k}} – SEM {\displaystyle k}-tego źródła napięcia,
{\displaystyle U_{i}} – spadek napięcia na {\displaystyle i}-tym elemencie oczka.
Dla oporów omowych
{\displaystyle U_{i}=I_{i}R_{i},}
gdzie {\displaystyle I_{i}} jest natężeniem prądu płynącego przez opornik o oporze {\displaystyle R_{i}.}
Zarówno spadki napięcia, jak i siły elektromotoryczne mogą przybierać wartości ujemne i dodatnie. Ich znak ustala się według następujących reguł:
- przyjmuje się kierunek obiegu obwodu (np. zgodnie z ruchem wskazówek zegara),
- gdy kierunek prądu płynącego przez element obwodu jest zgodny z wyznaczonym kierunkiem obiegu, to spadek napięcia jest dodatni, w przypadku niezgodności – ujemny,
- gdy SEM jest spolaryzowana zgodnie z kierunkiem obiegu, jej wartość jest dodatnia, w przeciwnym przypadku – ujemna.

Prawo to można wywieść z faktu, że krążenie wektora pola elektrycznego po zamkniętym konturze ma wartość 0, jeżeli kontur ten zawarty jest w obwodzie prądu stałego przy braku zmian pola magnetycznego przepływającego przez ten obwód, czyli
{\displaystyle \oint \limits _{\vec {l}}{\vec {E}}\mathrm {d} {\vec {l}}=0.}
Traktując spadek napięcia jako jego ujemny przyrost, można II prawo Kirchhoffa sformułować następująco :
Suma spadków napięcia w obwodzie zamkniętym jest równa zeru.

## Przykład

Obwód elektryczny składa się z dwóch źródeł napięcia i trzech rezystorów, tak jak przedstawiono na schemacie obok. Przy znanych rezystancjach i siłach elektromotorycznych należy obliczyć natężenia prądu w gałęziach obwodu ({\displaystyle i_{1},} {\displaystyle i_{2},} {\displaystyle i_{3}}).
Przyjęto kierunki prądu jak na rysunku. Z pierwszego prawa Kirchhoffa w węźle:
{\displaystyle i_{1}-i_{2}-i_{3}=0.}
Stosując drugie prawo Kirchhoffa i prawo Ohma do oczka {\displaystyle s_{1}} i {\displaystyle s_{2}{:}}
{\displaystyle -R_{2}i_{2}+{\mathcal {E}}_{1}-R_{1}i_{1}=0,}
{\displaystyle -R_{3}i_{3}-{\mathcal {E}}_{2}-{\mathcal {E}}_{1}+R_{2}i_{2}=0.}
Co daje układ równań liniowych na {\displaystyle i_{1},} {\displaystyle i_{2},} {\displaystyle i_{3}{:}}
{\displaystyle {\begin{cases}i_{1}-i_{2}-i_{3}&=0\\-R_{2}i_{2}+{\mathcal {E}}_{1}-R_{1}i_{1}&=0\\-R_{3}i_{3}-{\mathcal {E}}_{2}-{\mathcal {E}}_{1}+R_{2}i_{2}&=0\end{cases}}}
co jest równoważne
{\displaystyle {\begin{cases}i_{1}+(-i_{2})+(-i_{3})&=0\\R_{1}i_{1}+R_{2}i_{2}+0i_{3}&={\mathcal {E}}_{1}\\0i_{1}+R_{2}i_{2}-R_{3}i_{3}&={\mathcal {E}}_{1}+{\mathcal {E}}_{2}\end{cases}}}
Dla poniższych rezystancji i sił elektromotorycznych
{\displaystyle R_{1}=100\ \Omega ,\ R_{2}=200\ \Omega ,\ R_{3}=300\ \Omega }
{\displaystyle {\mathcal {E}}_{1}=3\ {\text{V}},{\mathcal {E}}_{2}=4\ {\text{V}}}
rozwiązaniem jest:
{\displaystyle {\begin{cases}i_{1}={\frac {1}{1100}}\ {\text{A}}\\[6pt]i_{2}={\frac {4}{275}}\ {\text{A}}\\[6pt]i_{3}=-{\frac {3}{220}}\ {\text{A}}\end{cases}}}
Natężenie prądu {\displaystyle i_{3}} ma ujemną wartość, oznacza to że rzeczywisty kierunek tego prądu jest przeciwny do założonego.

## Ograniczenia
Prawa Kirchhoffa obwodów elektrycznych w ich podstawowej postaci są wynikiem modelu skupionych elementów w stanie ustalonym, nie wpływających na siebie poprzez oddziaływanie elektryczne i magnetycznie. Mogą być stosowane do elementów rozciągłych, zmiennych w czasie i oddziałujących ze sobą lub elementami zewnętrznymi, wymagają jednak przyjęcia odpowiednich modeli elementów i obwodów w postaci elementów skupionych.
Przykładowo, pierwsze prawo jest konsekwencją założenia, że ładunek elektryczny dowolnego przewodu, złącza lub elementu skupionego jest stały. Zawsze gdy pole elektryczne między częściami obwodu nie jest pomijalne, ta część obwodu gromadzi ładunek elektryczny zależny od napięcia między elementami, którego nie można pominąć w obwodach prądu przemiennego dużej częstotliwości. W długiej linii przesyłowej gęstość ładunku w przewodniku będzie stale oscylować.
Prawo napięciowe opiera się na fakcie, że działanie zmiennych w czasie pól magnetycznych nie występuje albo jest ograniczone do poszczególnych elementów, takich jak cewki indukcyjne. Uwzględniając indukowane siły elektromotoryczne i napięcia wywołane pojemnościami można praw Kirchhoffa stosować w obwodach prądu zmiennego. W rzeczywistości indukowane pole elektryczne wytwarzane przez cewkę indukcyjną nie jest ograniczone do obwodu w którym występują, ale pola wyciekające są często pomijalne.